# Трушкина, Алёна Андреевна
Алёна Андреевна Трушкина (17 января 1997 — 3 декабря 2019, Кормиловский район, Омская область) — российская футболистка, полузащитница.

## Биография
Воспитанница омского футбола. Взрослую карьеру начинала в клубах первого дивизиона России — в 2012 году была в заявке омского «Иртыша», а в 2014 году выступала за «Уфу».
С 2015 года выступала за красноярский «Енисей». Серебряный призёр первого дивизиона 2015 и 2016 годов. С 2017 года вместе со своим клубом играла в высшей лиге. Дебютный матч на высшем уровне провела 15 мая 2017 года против клуба «Звезда-2005» (0:9), заменив на 90-й минуте Анастасию Диюн. Всего в 2017—2018 годах сыграла 6 матчей за «Енисей» в высшем дивизионе.
В составе команды Сибирского федерального университета неоднократно становилась победительницей всероссийских студенческих соревнований по футболу и мини-футболу, в том числе в 2018 и 2019 годах. В составе сборной российских немцев стала бронзовым призёром соревнований «Европеада» (2016).
3 декабря 2019 года Алёна Трушкина погибла в дорожной аварии на федеральной трассе «Омск — Новосибирск».